# 陸奧關根站
陸奧關根站（日语：／ Mutsu-Sekine eki */?）是位於青森縣陸奧市大字關根字關根，下北交通的大畑線車站（廢站）。

## 歷史
- 1939年（昭和14年）12月6日 - 車站啟用[1]。
- 1958年（昭和33年）10月20日 - 結束處理貨物[1]。
- 1959年（昭和34年）4月1日 - 成為無人車站。
- 1985年（昭和60年）7月1日 - 下北交通繼承國鐵大畑線[1]。
- 2001年（平成13年）4月1日 - 下北交通大畑站全線廢除，此站也廢除。

## 車站構造
截至車站廢除前，此站是地面車站，設有1面1線的單式月台。此站曾經設有列車交會設備和貨物起卸業務。

## 車站周邊
- 陸奧市立關根小學（日语：むつ市立関根小学校）
- 陸奧市立關根中學（日语：むつ市立関根中学校）
- 陸奧關根郵局

## 現況
現時還有車站月台的遺蹟。而連接車站的青森縣道274號陸奧關根停車場線還存在，未有取消縣道登記。

## 相鄰車站
下北交通
大畑線
樺山－陸奧關根－川代

## 注腳
1. 1 2 3 4  石野哲（編）. . JTB. 1998: 511. ISBN 978-4-533-02980-6 （日语）.